# Antonia (córka Oratora)
Antonia – rzymska arystokratka, córka lub wnuczka Marka Antoniusza Oratora. 
Została porwana przez piratów cylicyjskich w trakcie podróży z Rzymu do wiejskiej rezydencji (willi) swego ojca. Odzyskała wolność po wypłaceniu przez rodzinę wysokiego okupu. Wydarzenie to wywołało znaczne wzburzenie wśród Rzymian. Wiadomość o nim przekazał Plutarch w żywocie Pompejusza (Żywoty równoległe, Pompejusz 24,6). W ślad za jego relacją powszechnie przyjmuje się, że jej ojcem był Marek Antoniusz Orator, a samo porwanie miało miejsce wkrótce po jego triumfie z okazji zwycięskiej kampanii podjętej przeciw cylicyjskim piratom, przeprowadzonej w 102 roku p.n.e.
O porwaniu Antonii wspominał także Cyceron w mowie pro Lege Manilia, zaś później Appian z Aleksandrii. Wzmianki pierwszego z tych autorów stały się podstawą do zaproponowania przez J.H. D’Armsa innej identyfikacji pochodzenia arystokratki, która miała nie być córką Oratora, lecz jego syna Marka Antoniusza Kretyka i jego drugiej żony Julii. Cyceron mógł znać bezpośrednio Antonię, jak i całą sprawę jej porwania, stąd jego świadectwo wydaje się bardziej wiarygodne od Plutarcha, który najpewniej pomylił Kretyka z jego bardziej słynnym ojcem (lub też powtórzył pomyłkę za źródłami do których miał dostęp). Prawdopodobnie uprowadzenie miało miejsce między śmiercią Kretyka po jego kampanii przeciw piratom a uchwalaniem lex Gabinia, czyli między rokiem 71 a 67 p.n.e., w rejonie miasta Misenum. Niewykluczone, że wielkie długi syna Kretyka, Marka Antoniusza, wedle Cycerona i Plutarcha wynikające z jego hulaszczego trybu życia, przynajmniej częściowo były skutkiem uiszczenia piratom okupu za Antonię.